# San Marcos (Santa Bárbara)
San Marcos (uit het Spaans: "Sint-Marcus") is een gemeente (gemeentecode 1621) in het departement Santa Bárbara in Honduras.
San Marcos ligt op 45 minuten van San Pedro Sula, in de Vallei van Quimistán. In het dorp wordt jaarlijks het Festival van Traditionele Spelen (Festival de Juegos Tradicionales) georganiseerd.

## Bevolking
De bevolking is als volgt verdeeld:
| Vrouwen | 7730 | 49,2% |
| Mannen  | 7979 | 50,8% |

## Dorpen
De gemeente bestaat uit twintig dorpen (aldea), waarvan de grootste qua inwoneraantal: San Marcos  (code 162101) en San Francisco de los Valles (162117).